# Homo Фабер
Homo Фабер (нім. Homo faber) — роман Макса Фріша, вперше опублікований в 1957 році.
«Homo Фабер» швейцарського письменника Макса Фріша літературна критика називає одним із найвизначніших і найпопулярніших романів ХХ століття. Для Вальтера Фабера, інженера за фахом, у житті немає нічого незрозумілого, випадкового, несподіваного. Почуття — це вигадка, дружба — химера, а жінка чоловікові якщо й потрібна, то лише для ліжка. Та несподівана зустріч із молодою дівчиною, що закохується в нього, міняє всю його таку раціональну картину світу. Дівчина виявляється його дочкою, про існування якої він нічого не знав. Її трагічна смерть підбиває риску і під його власним життям.

Роман побудовано у формі розповіді від першої особи, написаної Вальтером Фабером, успішним інженером, який подорожує Європою та Америкою від імені ЮНЕСКО. Автор підкидає читачеві все нові складні удари, які випадають на долю Фабера. Дана праця є одним з перших післявоєнних німецькомовних романів, які було перекладено іншими мовами. Він є гострою сатирою, в якій зображуються суперечності, властиві технократичній цивілізації Заходу після Другої світової війни.

Роман має чіткі натяки на працю Софокла «Цар Едіп». Серія ударів, нанесених по Фаберові долею, нагадує ті події, які випали на долю героїв цієї грецької трагедії. Фріш використовує іронічніше зображення ситуації, ніж Софокл.

На основі даного роману 1991 року було відзнято кінострічку «Вояжер» (The Voyager) режисера Фолькера Шльондорфа.

## Переклади та видання українською
- Homo Фабер: Сповідь / пер. з нім. Олекси Логвиненка. – 2-ге вид. – К.: Вид-во Соломії Павличко "Основи", 2003 . – 267 с. – (Зарубіжна класика).